# Nepidae
Los népidos (Nepidae) son una familia de insectos del orden Hemiptera, según el autor a veces incluido en el infraorden Heteroptera y otras veces en Nepomorpha. Su nombre común es el de escorpiones de agua (o "viejas del agua") debido a su hábitat acuático y a su semejanza, a primera vista, con los escorpiones. Dos elementos anatómicos producen dicha semejanza: el primero es la modificación del par de patas anteriores para facilitar la capacidad prensil; y el segundo, la presencia de un tubo respiratorio en el extremo del abdomen, a modo de aguijón, pero sin la funcionalidad de este. Dicho tubo respiratorio está conectado al sistema traqueal del insecto, lo cual permite que este oxigene el gas interno al sistema respiratorio sin obligarle a una emersión completa que exponga todos sus espiráculos. 
Existen dos subfamilias: Nepinae y Ranatrinae con 14 géneros de los cuales los más reconocidos son: Nepa y Ranatra. La especie más común del primer género en toda Europa es Nepa cinerea, habitual habitante del fondo de aguas estancadas. Del género Ranatra el representante típico es R. linearis, mucho más estilizado en los apéndices que Nepa. Es común incluir erróneamente en la familia a los pertenecientes a Belostomatidae, de mucho mayor tamaño, cuya especie Belostoma grande, propia de Sudamérica, alcanza una longitud de 10 a 12 cm.

## Caracteres de identificación
Los népidos se distinguen por la posesión de antenas de tres segmentos. En cuanto a las patas, las anteriores son prensoras, y el par posterior posee función locomotora; los tarsos son de un segmento sin uñas en las patas anteriores. El abdomen posee un tubo respiratorio apical, que le permite captar el oxígeno del medio aéreo aun estando parcialmente sumergido. Posee además un par de ojos compuestos salientes y globosos. El rostro posee tres artejos.